# رشتان
رشتان ((بالأوزبكية: Rishton)‏‎, (بالطاجيكية: Рештон)‏, (بالروسية: Риштан)‏, هجاء بديلة Rishtan, Rishdan, Roshidon) هي مدينة في ولاية فرغانة، في أوزبكستان، وتقع في منتصف المسافة تقريبا بين قوقند وفرغانة.

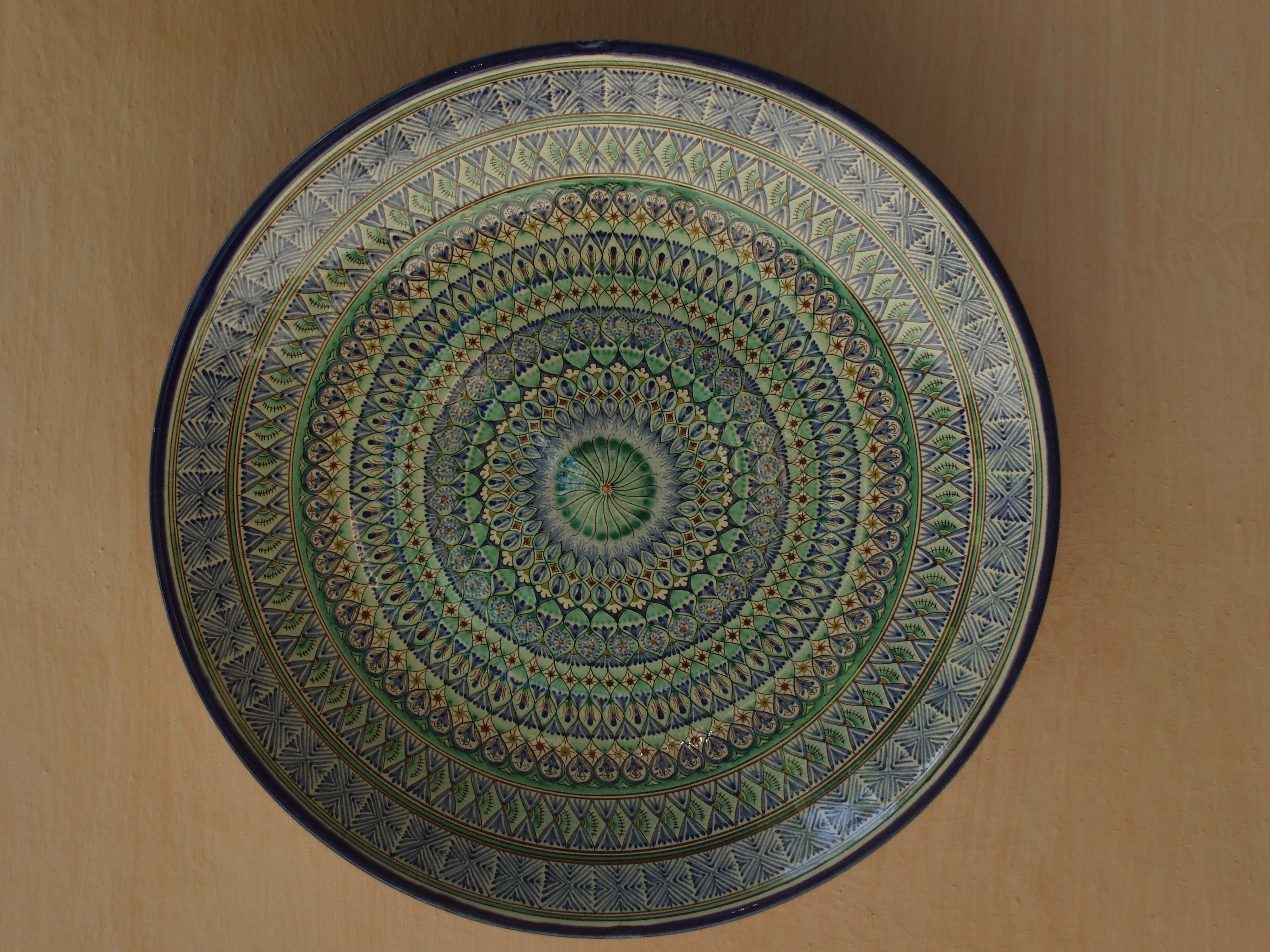
قطعة من السيراميك من رشتان

## التاريخ
ذكرت المدينة في كثير من كتب الجغرافيين العرب باسم رشتان.
قال الإصطخري في المسالك والممالك
- «من سوج إلى رشتان مرحلة، من رشتان إلى زندرامش مرحلة.»[2]

## أعلام
- برهان الدين المرغيناني

## وصلات خارجية
- http://rishton.uz/
- http://www.euronews.com/2016/02/01/postcards-from-uzbekistan-the-historic-beauty-of-rishtan-ceramics/

قالب:Fergana Region